# Domus Medica
Домус Медика (дан. Domus Medica) — історична будівля у Копенгагені, Данія, розташована на Крістіаніагаде неподалік від станції Естерпорт. Є штаб-квартирою Данської медичної асоціації.

## Історія
Особняк, відомий як особняк Плессен, збудований у 1901—1906 роках для дипломата Йозефа фон Плессена. Архітектором був Готфред Тведе. Це був останній приклад аристократичного міського особняка, зведеного у Копенгагені.
Раніше родина Плессен володіла особняком XVIII століття на каналі Фредеріксгольм, але у 1852 році його замінили двома пізньокласичними житловими будинками (Frederiksholms Kanal 16–18).
Особняк мав 97 кімнат, що перевищувало потреби родини. Перший поверх здавався в оренду іноземним дипломатам. На другому поверсі мешкали донька Йозефа — Луїза де Плессен — та її чоловік Ерік Хассельбальх. Їхня донька, Барбара Хассельбальх — письменниця й фотографка — народилася й виросла тут у 1920–1930-х роках.
Після Другої світової війни будівлю придбала Данська медична асоціація, яка втратила попередню штаб-квартиру на Амалієгаде, 5 унаслідок теракту 7–8 червня 1944 року. Колишня будівля була створена Ніколаєм Ейгтведом у стилі рококо.

## Архітектура
Будівля виконана у стилі необароко. Це триповерхова споруда з мансардою, вкрита чорною глазурованою черепицею. Має три крила, головний вхід розташований з боку Крістіаніагаде. Задній фасад виходить на площу Тронхьємс.
До приміщення входять такі примітні зали:
- Велика зала;
- Блакитна кімната;
- Бібліотека.

## Сучасне використання
У будівлі розміщені медичні організації:
- 2-й поверх: Данська медична асоціація;
- 1-й поверх: Foreningen af Speciallæger та Yngre Læger (YL);
- 3-й поверх: Praktiserende Lægers Organisation (PLO);
- 4-й поверх: Ugeskrift for Læger — провідне медичне видання Данії.

## Галерея

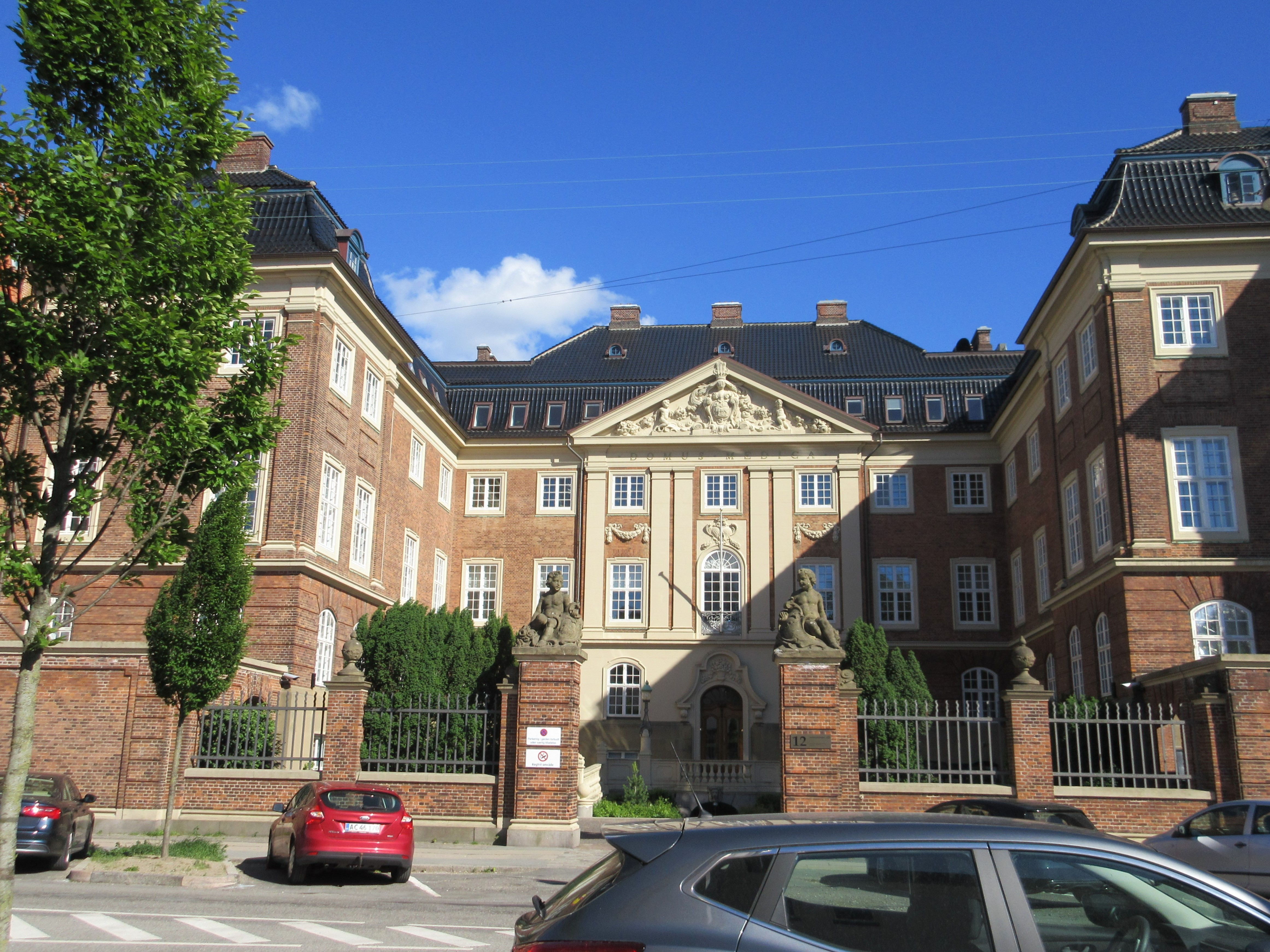
Domus Medica в Крітіаніагаде в Копенгагені
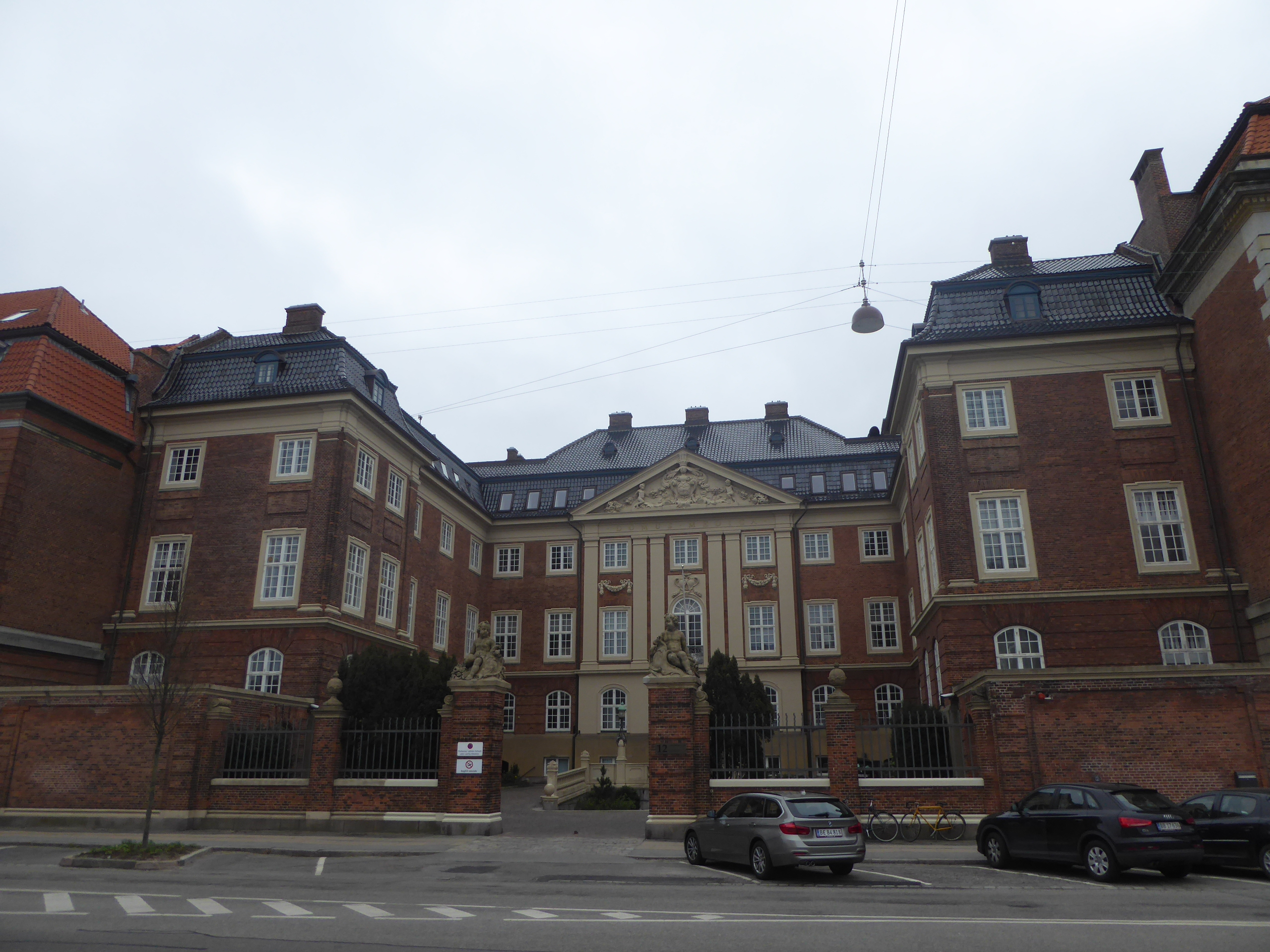
Domus Medica, штаб-квартира Данської медичної асоціації, розташована в Крістіаніагаде в Естербро, Копенгаген
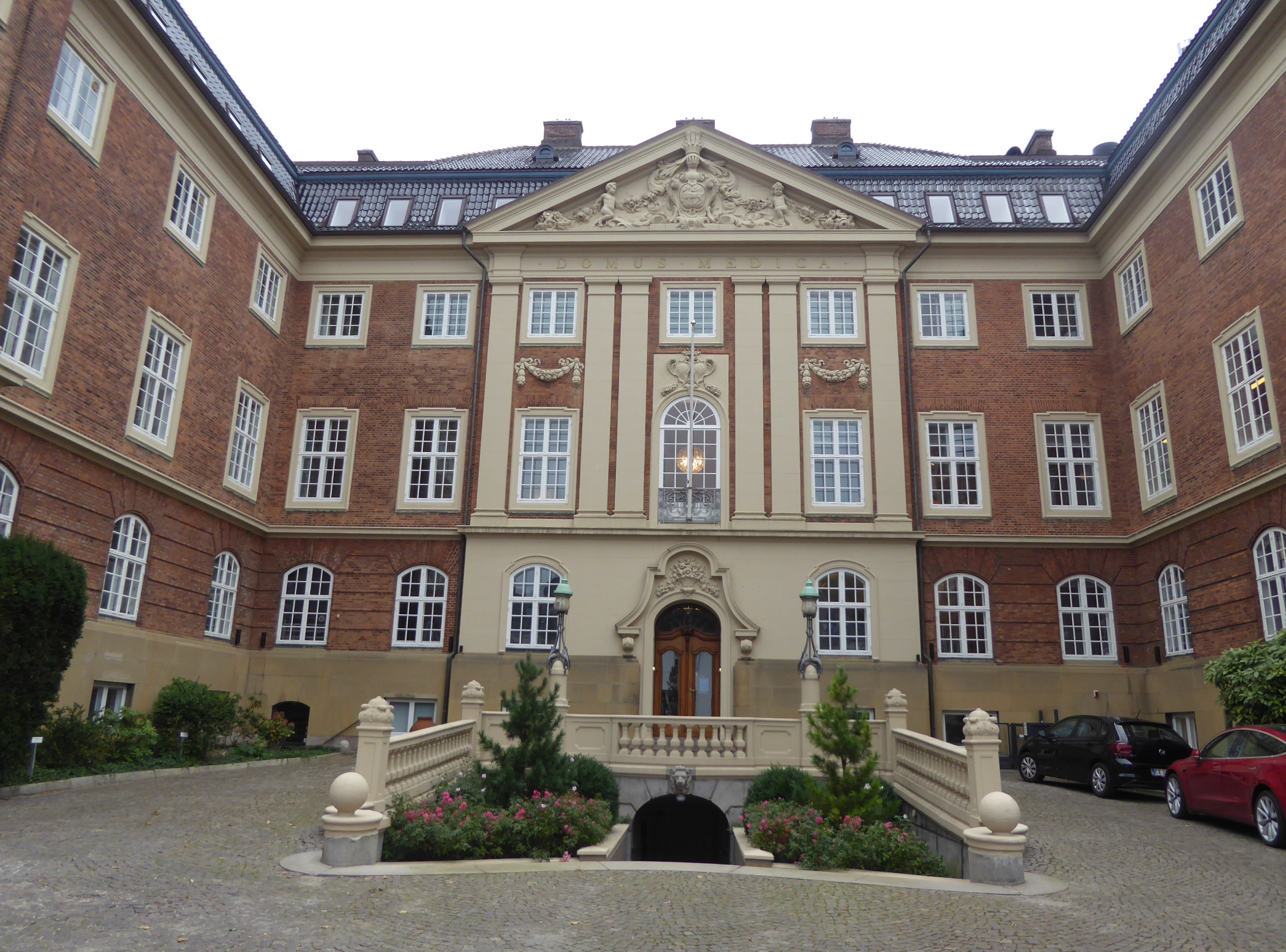
штаб-квартира Данської медичної асоціації
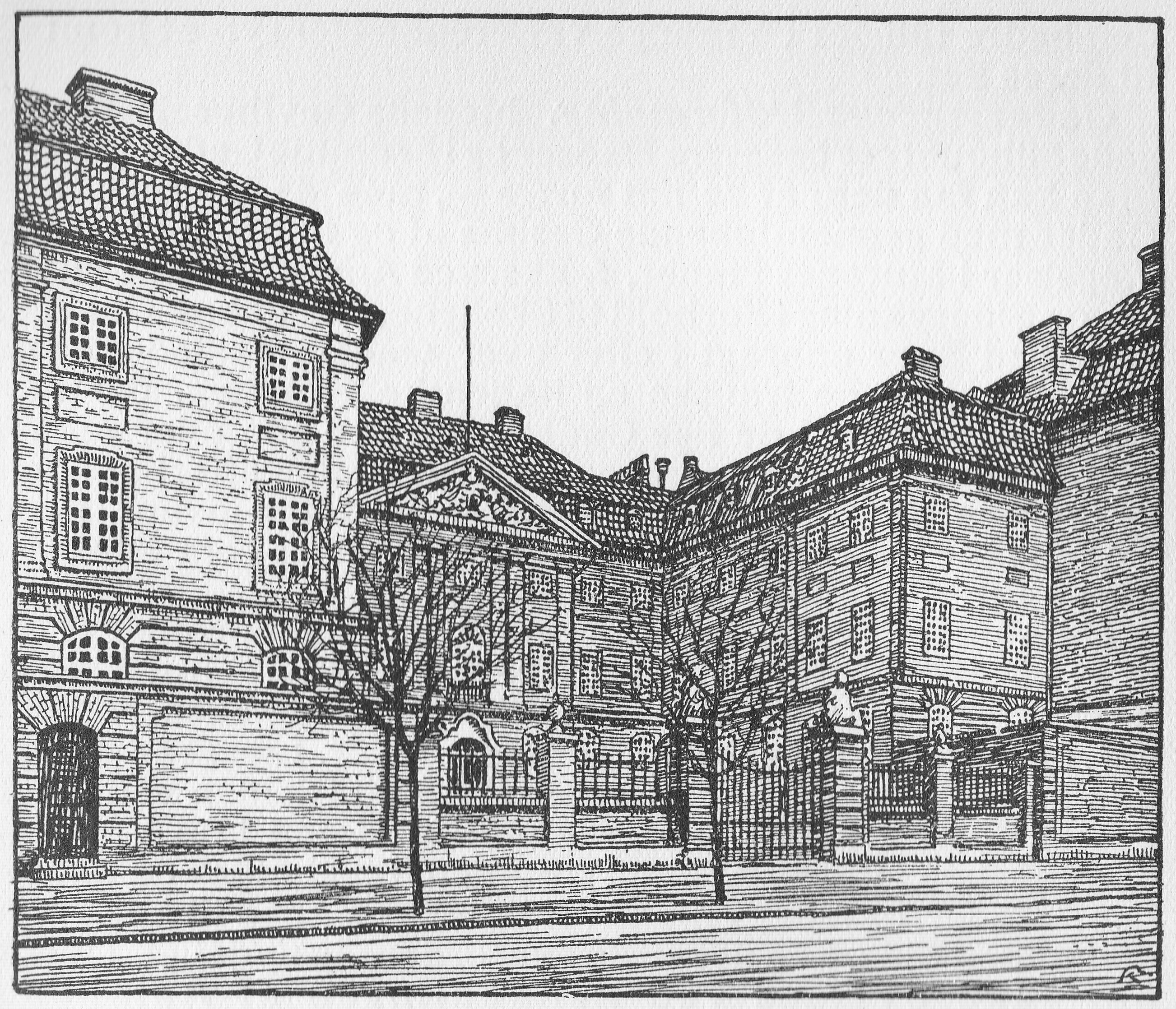
Особняк Det Plessenske Palæ на Kristianiagade в Østerbro у Копенгагені
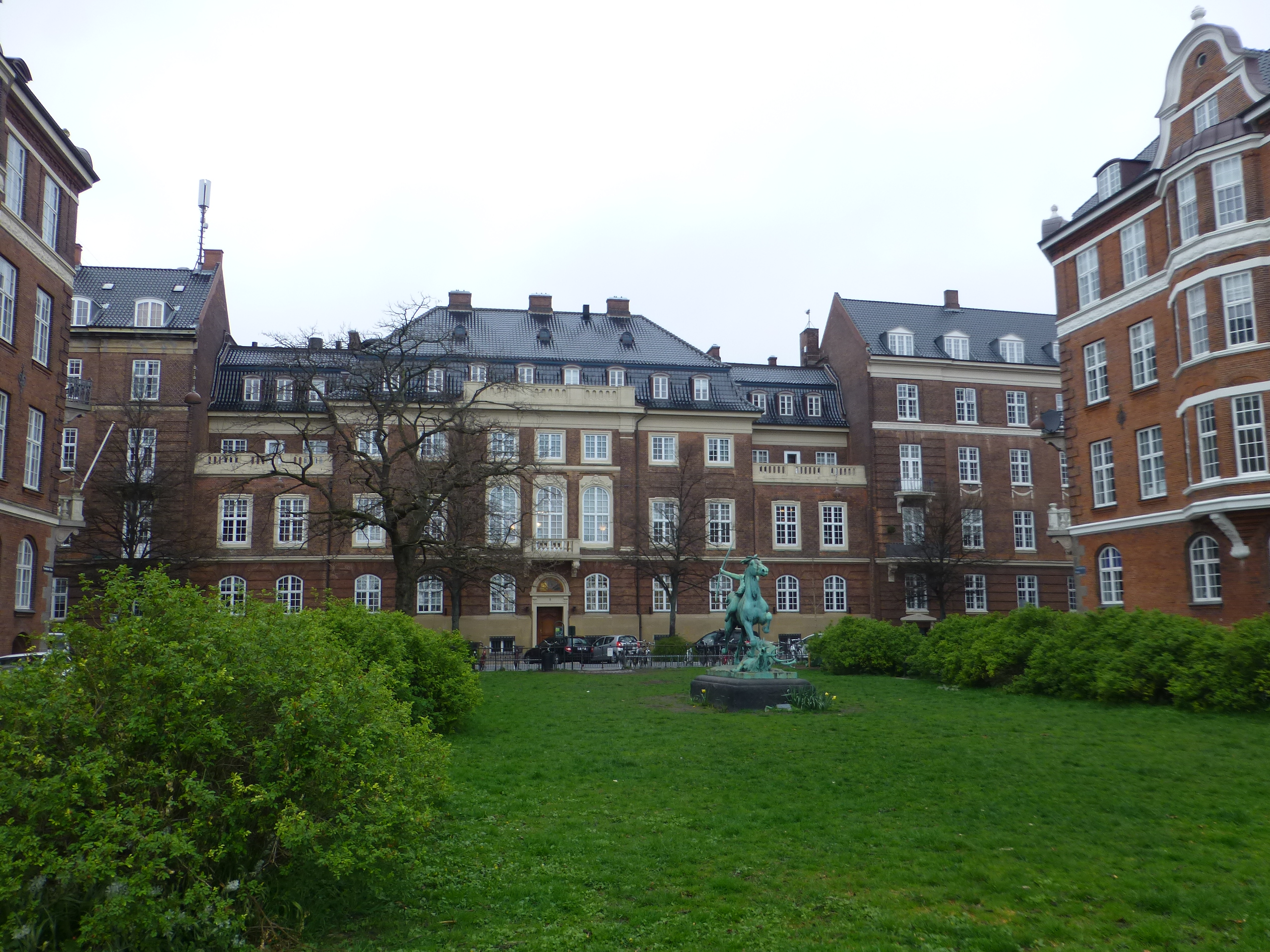
площа Тронхьємс.